# Idris Muhammad
Idris Muhammad, rodným jménem Leo Morris (13. listopadu 1939, New Orleans – 29. července 2014) byl americký jazzový bubeník. Svou profesionální kariéru zahájil ve svých šestnácti letech a své debutové album nazvané Black Rhythm Revolution! vydal v roce 1970. Během své kariéry spolupracoval s mnoha hudebníky, mezi které patří například Harold Mabern, Pharoah Sanders, Gene Ammons, Randy Weston, Ahmad Jamal nebo Lou Donaldson. V šedesátých letech konvertoval k Islámu a právě v této době začal používat jméno Idris Muhammad. Roku 1966 se oženil s Dolores Brooks, zpěvačkou skupiny The Crystals; manželství se rozpadlo v roce 1999.